# NGC 1763
NGC 1763 is een emissienevel in de Grote Magelhaense Wolk in het sterrenbeeld Goudvis. Het hemelobject werd op 6 november 1826 ontdekt door de Schotse astronoom James Dunlop.

## Synoniemen
- ESO 85-EN20